# 吴尊友
吴尊友（1963年6月24日—2023年10月27日），安徽省黄山市黄山区人，中国疾病预防控制中心流行病学首席专家，中国民主促进会会员、中央常委。

## 简历
1980年，吳尊友通過高考考入安徽医科大学卫生系。1988年获安徽医科大学流行病学硕士学位。同年進入安徽省防疫站工作。1995年获加州大学洛杉矶分校流行病学博士学位。1995至1997年在中国预防医学科学院病毒学研究所博士后科研流动站从事博士后研究工作，合作导师是曾毅。
2003年参与非典防治工作。2005年，吴尊友任中国疾控性病艾滋病预防控制中心主任，從事與艾滋病防治有關的工作。2017年4月，任中国疾病预防控制中心流行病学首席专家。2023年1月，吴尊友当选为第十四届全国政协委员。2023年10月27日12时56分因胰腺癌去世，享年60岁，按其生前遗愿，丧事从简，不举行遗体告别仪式。吴尊友病逝后，吴尊友的母校安徽医科大学设立吴尊友奖学金。

## 观点和争议
2019冠狀病毒病疫情期間，中華人民共和國媒體多次就疫情防控問題採訪吴尊友。吴尊友主张“必须坚定不移地坚持”“动态清零”政策，并多次在媒体采访和个人微博上为这一政策辩护。 但根据美联社报道，吴尊友对自己必须按照指令公开宣传清零政策感到无奈，他在非公开场合有时也不同意过度防控，并曾在2022年10月的内部报告中批评北京市政府的过度防控没有科学依据，扭曲了动态清零政策，有激化群众情绪导致社会不满的风险。
2022年3月，吴尊友指出疫情发生地只要能及时进行3至4轮全员核酸检测，即可实现“社会面清零”。然而随后在上海、北京等地都出现了经过严密静默措施和频繁全员核酸检测后均未能实现“清零”的情况，吴尊友对此辩解称多次未能查出阳性患者的原因之一是“有些感染者不是持续地向体外排出病毒，而是间隙性排出病毒，感染者在做核酸采样的那个时点刚好不排毒”。这一说法随后遭到多方批评，多位专家指出所谓“间隙性排毒”的说法完全缺乏科学依据。
2022年9月16日，重庆市在隔离检疫人员中发现中国首个猴痘病例。对此，吴尊友在微博上建议民众“不要同近期（三周内）从境外回国的人发生肌肤接触”，“不要同陌生人发生肌肤接触”。

## 荣誉
2022年5月27日，在第75届世界卫生大会上，世界卫生组织将纳尔逊·曼德拉健康促进奖授予中国疾控中心首席流行病学家吴尊友教授，表彰他在艾滋病防控、健康促进等领域的杰出成就。